# Джим Інгоф
Джеймс Моунтайн «Джим» Інгоф (інколи Інхоф, англ. James Mountain «Jim» Inhofe; 17 листопада 1934, Де-Мойн, Айова — 9 липня 2024) — американський політик, сенатор від штату Оклахома (обраний у 1994 році, переобирався у 1996, 2002, 2008 і 2014 роках), член Республіканської партії. У 1987-й—1994-й роки він був членом Палати представників. Мер Талси з 1978 по 1984.
Інгоф є одним з найбільших скептиків глобального потепління в Конгресі. У рейтингу Ліги збереження виборців на 2008 рік посів перше місце з точки зору систематичного голосування проти законів, покликаних захистити довкілля.
У 2013 році National Journal включив Інгофа до п'ятірки найбільш консервативних членів Сенату.